# 비디오 파일 형식
비디오 파일 포맷(video file format)은 컴퓨터 시스템에 디지털 영상 데이터를 저장하기 위한 파일 형식의 한 종류이다. 파일 크기를 줄이기 위해 비디오는 거의 항상 손실 압축을 사용하여 저장된다.
비디오 파일은 일반적으로 영상 코딩 포맷(예: VP9)의 시각(오디오가 없는 비디오) 데이터와 오디오 코딩 포맷(예: 오푸스 (오디오 포맷))의 오디오 데이터를 포함하는 컨테이너(예: Matroska 형식)로 구성된다. 컨테이너에는 동기화 정보, 자막 및 제목과 같은 메타데이터도 포함될 수 있다. .webm과 같은 표준화된(또는 경우에 따라 사실상 표준) 비디오 파일 형식은 허용되는 컨테이너 형식과 비디오 및 오디오 압축 형식을 제한하여 지정된 프로파일이다.
비디오 파일 컨테이너 내의 코딩된 비디오 및 오디오(즉, 헤더, 푸터 및 메타데이터 제외)를 에센스라고 한다. 압축된 비디오 또는 오디오를 디코딩할 수 있는 프로그램(또는 하드웨어)을 코덱이라고 한다. 비디오 파일을 재생하거나 인코딩하려면 때때로 파일에 사용된 비디오 및 오디오 코딩 유형에 해당하는 코덱 라이브러리를 설치해야 할 수도 있다.
좋은 설계는 일반적으로 파일 확장자를 통해 사용자가 파일을 열 프로그램이 무엇인지 유추할 수 있도록 한다. WebM(.webm), 윈도우 미디어 비디오(.wmv), 플래시 비디오(.flv) 및 Ogg Video(.ogv)와 같은 일부 비디오 파일 형식의 경우가 그러하며, 각각 몇 가지 잘 정의된 비디오 및 오디오 코딩 형식의 하위 유형만 포함할 수 있으므로 어떤 코덱이 파일을 재생할지 비교적 쉽게 알 수 있다. 이와 대조적으로 AVI(.avi) 및 QuickTime(.mov)와 같은 일부 매우 범용적인 컨테이너 유형은 거의 모든 형식의 비디오 및 오디오를 포함할 수 있으며, 컨테이너 유형의 이름을 따서 파일 확장자를 지정하므로 최종 사용자가 파일 확장자를 사용하여 파일을 재생할 코덱 또는 프로그램을 유추하기가 매우 어렵다.
자유 소프트웨어인 FFmpeg 프로젝트의 라이브러리는 비디오 파일 형식 인코딩 및 디코딩에 대한 매우 폭넓은 지원을 제공한다. 예를 들어, 구글은 유튜브에 다양한 업로드 비디오 형식을 지원하기 위해 ffmpeg를 사용한다. ffmpeg 라이브러리를 사용하는 널리 사용되는 미디어 플레이어 중 하나는 VLC 미디어 플레이어로, 최종 사용자가 접하게 될 대부분의 비디오 파일을 재생할 수 있다.

## 비디오 파일 형식 목록
| 이름                              | 파일 확장자                   | 컨테이너 형식               | 비디오 코딩 형식                                                           | 오디오 코딩 형식                                                                                    | 비고 |
| --------------------------------- | ----------------------------- | --------------------------- | -------------------------------------------------------------------------- | --------------------------------------------------------------------------------------------------- | --- |
| WebM                              | .webm                         | Matroska                    | VP8, VP9, AV1                                                              | Vorbis, 오푸스 (오디오 포맷)                                                                        | HTML5 비디오를 위해 만들어진 로열티 프리 형식. |
| Matroska                          | .mkv                          | Matroska                    | 임의                                                                       | 임의                                                                                                | |
| 플래시 비디오 (FLV)               | .flv                          | FLV                         | VP6, Sorenson Spark, Screen video, Screen video 2, H.264                   | MP3, ADPCM, Nellymoser, 스픽스, 고급 오디오 부호화                                                  | FLV 파일 형식에서 H.264 및 AAC 압축 형식을 사용하는 데는 몇 가지 제한이 있으며, 플래시 플레이어 개발자들은 모든 사람이 웹 기반 스트리밍 비디오(RTMP를 통해)를 위한 새로운 표준 F4V 파일 형식을 채택하도록 강력히 권장한다. 사실상 표준이다. |
| F4V                               | .flv                          | MPEG-4 Part 12              | H.264                                                                      | MP3, 고급 오디오 부호화                                                                             | FLV의 대체 형식. |
| VOB                               | .vob                          | VOB                         | H.262/MPEG-2 파트 2 또는 MPEG-1 파트 2                                     | PCM, DTS, MPEG-1, Audio Layer II (MP2), 또는 돌비 디지털 (AC-3)                                     | VOB 형식의 파일은 .vob 파일 확장자를 가지며 일반적으로 DVD의 루트에 있는 VIDEO_TS 폴더에 저장된다. VOB 형식은 MPEG 프로그램 스트림 형식을 기반으로 한다. |
| Ogg Video                         | .ogv, .ogg                    | Ogg                         | 테오라, 디랙 (코덱)                                                        | Vorbis, FLAC                                                                                        | |
| 디랙 (코덱)                       | .drc                          | ?                           | 디랙 (코덱)                                                                | ?                                                                                                   | |
| Video alternative to GIF          | .gifv                         | HTML                        | 임의                                                                       | none                                                                                                | 표준화되지 않았으며, 실제 비디오 파일(예: .webm 파일)이 다른 곳에 별도로 존재해야만 참조할 수 있으므로 고전적인 의미의 실제 비디오 파일이 아니다. .gifv "파일"은 비디오에 소리가 없는 HTML5 비디오 태그를 포함하는 단순한 HTML 웹페이지이다. GIF 형식의 짧은 무음 비디오를 사용하여 예술을 창조하는 대규모 온라인 커뮤니티가 있었기 때문에, GIFV는 비효율적인 GIF 형식보다 훨씬 작은 파일 크기로 기능적으로 유사한 대안으로 만들어졌다. |
| 멀티플 이미지 네트워크 그래픽스   | .mng                          | 빈칸                        | 빈칸                                                                       | none                                                                                                | 비효율적이고 널리 사용되지 않는다. |
| AVI                               | .avi                          | AVI                         | 임의                                                                       | 임의                                                                                                | RIFF 사용 |
| MPEG Transport Stream             | .MTS, .M2TS, .TS              | AVCHD                       | AVCHD (MPEG-4 / H.264 )                                                    | Dolby AC-3 or uncompressed linear PCM                                                               | 많은 소니 및 파나소닉 HD 캠코더에서 사용되는 표준 비디오 형식이다. 블루레이 디스크에 고화질 비디오를 저장하는 데도 사용된다. |
| QuickTime File Format             | .mov, .qt                     | QuickTime                   | 많음                                                                       | 고급 오디오 부호화, MP3, 기타                                                                       | |
| 윈도우 미디어 비디오              | .wmv                          | 고급 시스템 포맷            | Windows Media Video, Windows Media Video Screen, Windows Media Video Image | Windows Media Audio, Sipro ACELP.net                                                                | |
| Raw video format                  | .yuv                          | 추가 문서 필요              | 해당 없음                                                                  | 해당 없음                                                                                           | 모든 해상도, 샘플링 구조 및 프레임 속도 지원 |
| 리얼미디어 (RM)                   | .rm                           | 리얼미디어                  | 리얼비디오                                                                 | 리얼오디오                                                                                          | 리얼플레이어용으로 만들어졌다. |
| RealMedia Variable Bitrate (RMVB) | .rmvb                         | RealMedia Variable Bitrate  | 리얼비디오                                                                 | 리얼오디오                                                                                          | 리얼플레이어용으로 만들어졌다. |
| VivoActive (VIV)                  | .viv                          | VIV                         | H.263 비디오 기반                                                          | G.723 ADPCM 오디오 (G.723.1 음성 코덱 아님)                                                         | VivoActive Player용으로 만들어졌다. |
| 고급 시스템 포맷 (ASF)            | .asf                          | 고급 시스템 포맷            | 임의                                                                       | 임의                                                                                                | |
| AMV (파일 포맷)                   | .amv                          | AVI의 수정 버전             | 모션 JPEG의 변형                                                           | IMA, ADPCM의 변형                                                                                   | MP4 플레이어 및 비디오 재생 기능이 있는 S1 MP3 플레이어용으로 제작된 독점 비디오 파일 형식 |
| MPEG-4 Part 14 (MP4)              | .mp4, .m4p (with DRM), .m4v   | MPEG-4 Part 12              | H.264, H.265, MPEG-4 파트 2, MPEG-2, MPEG-1                                | 고급 오디오 부호화, MP3, 기타                                                                       | |
| MPEG-1                            | .mpg, .mp2, .mpeg, .mpe, .mpv | MPEG-1 part 1               | MPEG-1 part 2                                                              | MPEG-1 Audio Layer I, MPEG-1 Audio Layer III (MP3)                                                  | 오래되었지만 설치 기반으로 인해 널리 사용된다. |
| MPEG-2 – Video                    | .mpg, .mpeg, .m2v             | ?                           | H.262                                                                      | 고급 오디오 부호화, MP3, MPEG-2 Part 3, 기타                                                        | |
| M4V                               | .m4v                          | MPEG-4 Part 12              | H.264                                                                      | 고급 오디오 부호화, 돌비 디지털                                                                     | 애플에서 개발했으며 iTunes에서 사용된다. MP4 형식과 매우 유사하지만 선택적으로 DRM을 포함할 수 있다. |
| SVI                               | .svi                          | 특수 헤더를 사용하는 MPEG-4 | ?                                                                          | ?                                                                                                   | 삼성 휴대용 플레이어용 비디오 형식 |
| 3GPP                              | .3gp                          | MPEG-4 Part 12              | MPEG-4 파트 2, H.263, H.264                                                | AMR-NB, AMR-WB, AMR-WB+, AAC-LC, HE-AAC v1 또는 Enhanced aacPlus (HE-AAC v2)                        | 휴대전화의 일반적인 비디오 형식 |
| 3GPP2                             | .3g2                          | MPEG-4 Part 12              | MPEG-4 파트 2, H.263, H.264                                                | AMR-NB, AMR-WB, AMR-WB+, AAC-LC, HE-AAC v1 또는 Enhanced aacPlus (HE-AAC v2), EVRC, SMV 또는 VMR-WB | 휴대전화의 일반적인 비디오 형식 |
| 머티리얼 익스체인지 포맷 (MXF)    | .mxf                          | MXF                         | ?                                                                          | ?                                                                                                   | |
| ROQ                               | .roq                          | ?                           | ?                                                                          | ?                                                                                                   | Quake 3에서 사용 |
| Nullsoft Streaming Video (NSV)    | .nsv                          | NSV                         | ?                                                                          | ?                                                                                                   | 인터넷을 통한 스트리밍 비디오 콘텐츠용 |
| 플래시 비디오 (FLV)               | .flv .f4v .f4p .f4a .f4b      | Audio, video, text, data    | Adobe Flash Platform                                                       | SWF (파일 형식), F4V, ISO base media file format                                                    | 어도비 플래시 플랫폼에서 개발됨 |